# Batillariidae
Batillariidae zijn een familie van weekdieren uit de klasse van de Gastropoda (slakken).

## Taxonomie
De volgende geslachten zijn bij de familie ingedeeld:
- Batillaria Benson, 1842
  - = Eubittium Cotton, 1937
  - = Lampania Gray, 1847
  - = Paracerithium Cotton, 1932
  - = Velacumantus Iredale, 1936
- Granulolabium Cossmann, 1889
- Lampanella Mörch, 1876
- † Pyrazopsis Hacobjan, 1972
  - =  † Gantechinobathra Kowalke, 2001
- Rhinocoryne Martens, 1900
- † Vicinocerithium E. Wood, 1910
- Zeacumantus Finlay, 1926
  - = Batillariella Thiele, 1929